# DDR-Meisterschaft im Straßenrennen 1979
Die DDR-Meisterschaft im Straßenrennen 1979 fand am 8. Juli in Hohenstein-Ernstthal im heutigen Landkreis Zwickau statt und wurde als Eintagesrennen ausgetragen. Es war das 31. Meisterschaftsrennen in der DDR. Sieger wurde Martin Goetze.

## Strecke
Das Rennen führte auf dem Sachsenring über einen zwanzigmal zu fahrenden Rundkurs von insgesamt 172,4 Kilometer. Kühles Wetter, starker Wind und ein welliger Kurs mit dem Badberg und dem Queckenberg als steilstem Anstieg kennzeichneten das Rennen.

## Rennverlauf
68 Radrennfahrer der DDR-Leistungsklasse sowie die besten Fahrer aus den Betriebssportgemeinschaften (BSG) waren am Start, darunter alle Fahrer der DDR-Nationalmannschaft im Straßenradsport. Bis zur 12. Runde bildeten sich verschiedene Spitzengruppen, die aber alle wieder vom Hauptfeld eingeholt wurden. Auf Initiative von Bernd Drogan setzten sich in der 13. Runde sieben Fahrern ab. Lediglich Thomas Barth konnte noch zur Spitze aufschließen. Am letzten Anstieg zum Queckenberg hatten Goetze, Hartnick und Kickeritz einen geringen Vorsprung auf die Gruppe. Martin Goetze gewann den Zielsprint sicher mit zwei Radlängen Vorsprung. 61 Fahrer erreichten das Ziel.

## Ergebnis
|     | Fahrer                | Verein                        | Zeit (h) |
| --- | --------------------- | ----------------------------- | -------- |
| 01. | Martin Goetze         | SC DHfK Leipzig               | 4:34:17  |
| 02. | Hans-Joachim Hartnick | SC Cottbus                    | gl. Zeit |
| 03. | Holger Kickeritz      | SC Dynamo Berlin              | gl. Zeit |
| 04. | Thomas Barth          | SG Wismut Gera                | gl. Zeit |
| 05. | Falk Boden            | ASK Vorwärts Frankfurt (Oder) | gl. Zeit |
| 06. | Joachim Hentzgen      | SC Turbine Erfurt             | gl. Zeit |
| 0 … |                       |                               |          |

## Weblink
- DDR-Meisterschaft im Straßenradsport in der Datenbank von Radsportseiten.com